# Saskatoon John G. Diefenbaker nemzetközi repülőtér
A Saskatoon John G. Diefenbaker nemzetközi repülőtér (IATA: YXE, ICAO: CYXE) Kanada egyik nemzetközi repülőtere, amely Saskatoon közelében található. Éves utasforgalma 952 051 fő (2022).

## Futópályák
A repülőtér futópályái:
- 09/27 (2530 m, 45 m, aszfalt)
- 15/33 (1890 m, 45 m, aszfalt)

## Forgalom
Az utasforgalom az elmúlt években az alábbi módon változott:
| Utasok száma | 598 736 | 822 003 | 809 871 | 803 541 | 1 035 660 | 1 195 685 | 1 406 576 | 1 452 349 | 462 580 | 1 277 863 |
|              | 1995    | 1998    | 2001    | 2004    | 2007      | 2010      | 2013      | 2016      | 2020    | 2023      |